# Historia Judy Garland
Historia Judy Garland (org. Life with Judy Garland: Me and My Shadows) – film z 2001 roku w reżyserii Roberta Allana Ackermana; powstały w oparciu o autobiografię Lorny Luft, córki Judy Garland.
Film przedstawia życie Garland od jej pierwszego publicznego występu w 1924 roku aż do jej śmierci w 1969 roku, został podzielony na dwie części: pierwsza część opowiada o jej drodze do sławy w latach 30., uzależnieniu od leków, próbach samobójczych, nieudanych związkach i załamaniu się kariery filmowej. Część druga przedstawia losy małżeństwa z Sidem Luftem, lata koncertów, udany powrót do filmów w Narodzinach gwiazdy, kolejne problemy osobiste oraz przypadkową śmierć w wieku 47 lat.

## Obsada
- Judy Davis – Judy Garland
- Tammy Blanchard – nastoletnia Judy Garland
- Hugh Laurie – Vincente Minnelli
- Victor Garber – Sidney Luft
- John Benjamin Hickey – Roger Edens
- Daniel Kash – Arthur Freed
- Marsha Mason – Ethel Gumm
- Aidan Devine – Frank Gumm
- Al Waxman – Louis B. Mayer
- Alison Pill – młoda Lorna Luft
- Lindy Booth – Lana Turner
- Stewart Bick – Artie Shaw
- Judy Garland – Judy Garland (śpiew)

## Nagrody i nominacje
| Nagroda    | Kategoria | Wynik     |
| ---------- | --- | --------- |
| Złoty Glob | Najlepsza aktorka w miniserialu lub filmie telewizyjnym (Judy Davis)                                                            | Wygrana   |
| Złoty Glob | Najlepsza aktorka drugoplanowa w serialu, miniserialu lub filmie telewizyjnym (Tammy Blanchard)                                 | Nominacja |
| Złoty Glob | Najlepszy miniserial lub film telewizyjny                                                                                       | Nominacja |
| Emmy       | Najlepsza aktorka w miniserialu lub filmie telewizyjnym (Judy Davis)                                                            | Wygrana   |
| Emmy       | Najlepsza aktorka drugoplanowa w miniserialu lub filmie telewizyjnym (Tammy Blanchard)                                          | Wygrana   |
| Emmy       | Najlepsza charakteryzacja w miniserialu, filmie telewizyjnym lub programie specjalnym (Pamela Roth, Debi Drennan i Kevin Haney) | Wygrana   |
| Emmy       | Najlepsze fryzury w miniserialu lub filmie telewizyjnym (Marie-Ange Ripka i Andrea Tranmueller)                                 | Wygrana   |
| Emmy       | Najlepszy miniserial | Nominacja |
| Emmy       | Najlepsza reżyseria miniserialu lub filmu telewizyjnego (Robert Allan Ackerman)                                                 | Nominacja |
| Emmy       | Najlepsza scenografia w miniserialu lub filmie telewizyjnym (Dan Davis, Ian Hall i Stephanie Ziemer)                            | Nominacja |
| Emmy       | Najlepsze zdjęcia w miniserialu lub filmie telewizyjnym (James Chressanthis)                                                    | Nominacja |
| Emmy       | Najlepszy aktor drugoplanowy w miniserialu lub filmie telewizyjnym (Victor Garber)                                              | Nominacja |
| Emmy       | Najlepszy dobór obsady miniserialu lub filmu telewizyjnego                                                                      | Nominacja |
| Emmy       | Najlepszy montaż miniserialu lub filmu telewizyjnego kręconego przy użyciu jednej kamery (Dody Dorn)                            | Nominacja |
| Emmy       | Najlepszy scenariusz miniserialu lub filmu telewizyjnego (Robert L. Freedman)                                                   | Nominacja |
| Aktor      | Najlepsza aktorka w filmie telewizyjnym lub miniserialu (Judy Davis)                                                            | Wygrana   |
| CDG        | Najlepsze kostiumy w filmie telewizyjnym kostiumowym lub fantasy (Dona Granata)                                                 | Wygrana   |
| DGA        | Najlepsze osiągnięcie reżyserskie w filmie telewizyjnym (Robert Allan Ackerman)                                                 | Nominacja |
| AFI        | Aktorka roku w filmie telewizyjnym lub miniserialu (Judy Davis)                                                                 | Wygrana   |
| AFI        | Aktorka roku w filmie telewizyjnym lub miniserialu (Tammy Blanchard)                                                            | Nominacja |
| Eddie      | Najlepszy montaż filmu fabularnego dla telewizji komercyjnej (Dody Dorn)                                                        | Nominacja |
| Satelita   | Najlepszy miniserial | Wygrana   |
| Satelita   | Najlepsza aktorka w miniserialu lub filmie telewizyjnym (Judy Davis)                                                            | Wygrana   |
| Satelita   | Najlepsza aktorka drugoplanowa w serialu, miniserialu lub filmie telewizyjnym (Tammy Blanchard)                                 | Nominacja |

## Pozostałe informacje
W scenie, w której Garland przegrywa Oscara z Grace Kelly, Sid Luft mówi: „To największy rabunek od czasu skoku na Brinka”. W rzeczywistości słowa te pochodzą z telegramu, który Groucho Marx wysłał Garland po ceremonii wręczenia Oscarów w 1955 roku.